# Kerncentrale Flamanville
De kerncentrale Flamanville ligt in de gemeente Flamanville in de Franse regio Normandië aan het Kanaal. De centrale heeft twee drukwaterreactoren (PWR) en een EPR.
Met de bouw van Flamanville-1 werd op 1 december 1979 begonnen en precies zeven jaar later op dezelfde dag in 1986 kwam deze volledig in bedrijf. Met de bouw van de identieke Flamanville-2 werd op 1 mei 1980 begonnen en deze kwam op 9 maart 1987 vol in productie. Beide centrales hebben een drukwaterreactor met een capaciteit van 1330 MW. 
| reactorblok   | reactortype | vermogen | begin bouw | inbedrijfname    | stillegging |
| ------------- | ----------- | -------- | ---------- | ---------------- | ----------- |
| Flamanville-1 | PWR         | 1300 MW  | 1979       | 1986             |             |
| Flamanville-2 | PWR         | 1300 MW  | 1980       | 1987             |             |
| Flamanville-3 | EPR         | 1600 MW  | 2007       | 20 december 2024 |             |

## Flamanville-3
De bouw van Flamanville-3, een nieuwe derdegeneratiekernreactor van het type European Pressurized Reactor (EPR) werd in 2007 gestart en de centrale zou oorspronkelijk na een bouwtijd van vijf jaar in 2012 in productie komen. Na verschillende tegenslagen en uitstellen werd de eerste elektriciteit geleverd op 20 december 2024. Het project vergde een investering van 13,2 miljard euro, dat is vijf keer meer dan de originele raming van 3,4 miljard euro. Het Franse rekenhof noemde dat bedrag een grote onderschatting en berekende de totaalkost, inclusief financiering en ontmanteling, op 23,7 miljard euro.